# حصان بوركيني
الحصان البوركيني (بالفرنسية: Bobo cheval) ويسمى كذالك حصان بوبودي، هو سلالة أحصنة أفريقية نشأت بدولة بوركينا فاسو. يعتبر الحصان البوركيني حصاناً محليا يشترك في أصل مشترك مع حصاني مينيانكا وكونياكار المنتشرين بدولة مالي، بحيث تعرضت هذه الأحصنة الصغيرة الثلاتة لتهجين واضح مع الحصان البربري مما جعلها تندرج ضمن مجموعة أحصنة غرب أفريقيا البربرية.

## التاريخ
نشأ حصان بوبودي في منطقة بوبوديولاسو، أقترن بشعب البوبو ومنهم أخدت السلالة ٳسمها. وهي سلالة غير معروفة بشكل كبير، بحيث تجاهلها دليل ديليشو وقاموس علم الحيوان كسلالة مستقلة وذكروها كنوع واحد مع حصاني مينيانكا وكونياكار، وذلك بسبب كثرة التهجين بينهم وٳشتراكهم في أصل واحد. أما نظام المعلومات حول تنوع الحيوانات المحلية ومكتب الكومنولث الزراعي العالمي فيشيران ٳلى هذه السلالة كسلالة مستقلة تحت اسم حصان بوبو "Bobo".

## الوصف والٳستعمال
الحصان البوركيني هو سلالة من الأحصنة المنتمية لمجموعة أحصنة غرب أفريقيا البربرية. يشتهر الحيوان بأنه حسن البناء، ويتراوح طوله بين 1.20 متر و1.40 متر ووزنه بين 200 كلغ و400 كلغ حسب قاموس علم الحيوان، وتستخدم هذه الحيوانات غالباً في الركوب.
يفترض أن هذه السلالة ٳكتسبت مناعة ضد داء المثقبيات الأفريقي.